# Tamotsu Asakura
Tamotsu Asakura, és un exfutbolista japonès.

## Selecció japonesa
Tamotsu Asakura va disputar 2 partits amb la selecció japonesa.